# Allium scorzonerifolium
Allium scorzonerifolium är en amaryllisväxtart som beskrevs av René Louiche Desfontaines och Dc. Allium scorzonerifolium ingår i släktet lökar, och familjen amaryllisväxter. Inga underarter finns listade i Catalogue of Life.